# BMW 2000 GL
 (décembre 2022).
La mise en forme du texte ne suit pas les recommandations de Wikipédia : il faut le « wikifier ».
Les points d'amélioration suivants sont les cas les plus fréquents :
- Les titres sont pré-formatés par le logiciel. Ils ne sont ni en capitales, ni en gras.
- Le texte ne doit pas être écrit en capitales (les noms de famille non plus), ni en gras, ni en italique, ni en « petit »…
- Le gras n'est utilisé que pour surligner le titre de l'article dans l'introduction, une seule fois.
- L'italique est rarement utilisé : mots en langue étrangère, titres d'œuvres, noms de bateaux, etc.
- Les citations ne sont pas en italique mais en corps de texte normal. Elles sont entourées par des guillemets français : « et ».
- Les listes à puces sont à éviter, des paragraphes rédigés étant largement préférés. Les tableaux sont à réserver à la présentation de données structurées (résultats, etc.).
- Les appels de note de bas de page (petits chiffres en exposant, introduits par l'outil «  Source ») sont à placer entre la fin de phrase et le point final[comme ça].
- Les liens internes (vers d'autres articles de Wikipédia) sont à choisir avec parcimonie. Créez des liens vers des articles approfondissant le sujet. Les termes génériques sans rapport avec le sujet sont à éviter, ainsi que les répétitions de liens vers un même terme.
- Les liens externes sont à placer uniquement dans une section « Liens externes », à la fin de l'article. Ces liens sont à choisir avec parcimonie suivant les règles définies. Si un lien sert de source à l'article, son insertion dans le texte est à faire par les notes de bas de page.
- La présentation des références doit suivre les conventions bibliographiques. Il est recommandé d'utiliser les modèles {{Ouvrage}}, {{Chapitre}}, {{Article}}, {{Lien web}} et/ou {{Bibliographie}}. Le mode d'édition visuel peut mettre en forme automatiquement les références.
- Insérer une infobox (cadre d'informations à droite) n'est pas obligatoire pour parachever la mise en page.

Pour une aide détaillée, merci de consulter Aide:Wikification.
Si vous pensez que ces points ont été résolus, vous pouvez retirer ce bandeau et améliorer la mise en forme d'un autre article.
La BMW 2000 GL/2000 SA et la moins puissante BMW 1800 GL/1800 SA sont des voitures de taille moyenne construites de 1968 à 1973 par Praetor Monteerders, l’importateur sud-africain de BMW. Après l’arrêt de la Glas 1700, l’outillage de carrosserie a été laissé à l’importateur sud-africain de BMW. Il voulait créer sa propre production, mais il aurait été submergé par les types "Neue Klasse", qui étaient fabriqués à Munich sur des chaînes de soudage partiellement automatisées. Par conséquent, la Glas 1700, moins élaborée, était le choix évident. En avril 1968, les nouveaux modèles sont présentés.
Elles étaient équipées des entraînements des BMW 1800 et 2000 fabriquées en Allemagne. Il s’agissait de moteurs quatre cylindres en ligne soit d’une cylindrée de 1 760 cm³ (alésage x course = 89 mm x 71 mm) et d’une puissance de 66 kW (90 ch) à 5 250 tr/min, soit d’une cylindrée de 1 990 cm³ (alésage x course = 89 mm x 80 mm) et d’une puissance de 74 kW (100 ch) à 5 800 tr/min, associé à une boîte manuelle à 4 rapports avec décalage central.
Les carrosseries des berlines quatre portes correspondaient à celle de la Glas 1700 développée par Frua, à l’exception du couvercle de coffre, où les emblèmes Glas ont été remplacés par ceux de BMW. Frua avait également développé une carrosserie break et l’avait proposée à BMW. Mais cette voiture est restée unique.
En 1972, Frua a été chargé de retravailler la carrosserie. L’avant a été adapté à la famille BMW avec des instruments ronds modernes. Sous cette forme, les modèles étaient vendus à partir de 1973 en tant que 1804 et 2004.
Les véhicules étaient commercialisés sous le nom de Cheetah (anglais pour guépard) avec 1 600, 1 800 et 2 000 cm³ en Rhodésie (parfois également assemblés chez WMI).
Dans l’ensemble, plus du double du nombre de berlines Frua ont été construites en Afrique du Sud par rapport à la Glas de Dingolfing. Au total, 8 682 exemplaires des deux modèles ont été produits, auxquels il faut ajouter 300 exemplaires du 1600 GL réservés au marché rhodésien.
Elles seront remplacées en 1973 par la BMW 2004.